# Helichrysum pallasii
Helichrysum pallasii là một loài thực vật có hoa trong họ Cúc. Loài này được (Spreng.) Ledeb. mô tả khoa học đầu tiên năm 1845.